# Ville-aux-Bois
Ville-aux-Bois (voorheen La Ville-aux-Bois) is een gemeente in het Franse departement Aube (regio Grand Est). De gemeente telt 19 inwoners (2009) en maakt deel uit van het arrondissement Bar-sur-Aube.

## Geschiedenis
In januari 2025 werd de gemeentenaam officieel gewijzigd van La Ville-aux-Boix naar Ville-aux-Bois.

## Geografie
De oppervlakte van Ville-aux-Bois bedraagt 6,0 km², de bevolkingsdichtheid is dus 3,2 inwoners per km².
De onderstaande kaart toont de ligging van Ville-aux-Bois met de belangrijkste infrastructuur en aangrenzende gemeenten.

## Bezienswaardigheden
- De Église de l'Assomption

## Demografie
Onderstaande figuur toont het verloop van het inwonertal (bron: INSEE-tellingen).

Vanwege een beveiligingsprobleem met de MediaWiki Graph-software is het momenteel niet mogelijk deze grafiek weer te geven. Zodra de software is bijgewerkt zal de grafiek vanzelf weer zichtbaar worden.